# George Zamka
George David "Zambo" Zamka (født 29. juni 1962) er en amerikansk NASA-astronaut, som var med på rumfærgen Discovery i oktober 2007 på mission STS-120 til Den Internationale Rumstation.
Han blev i juni 1998 udvalgt til NASA-astronaut, og begyndte sin træning i august samme år.
Han er med som kaptajn på mission STS-130 i februar 2010.